# Нейтен Едрієн
Нейтен Едрієн (англ. Nathan Adrian; нар. 7 грудня 1988) — американський плавець, п'ятиразовий олімпійський чемпіон.

## Виступи на Олімпіадах
| Олімпіада   | Дисципліна             | Місце |
| ----------- | ---------------------- | ----- |
| Пекін 2008  | 4×100 м вільним стилем | 1     |
| Лондон 2012 | 100 м вільним стилем   | 1     |
| Лондон 2012 | 4×100 м вільним стилем | 2     |
| Лондон 2012 | 4×100 м комплексом     | 1     |
| Ріо 2016    | 50 м вільним стилем    | 3     |
| Ріо 2016    | 100 м вільним стилем   | 3     |
| Ріо 2016    | 4×100 м вільним стилем | 1     |
| Ріо 2016    | 4×100 м комплексом     | 1     |